# فوتثاساي خوتشاليرن
فوتثاساي خوتشاليرن (29 ديسمبر 1995 بلاوس - ) هو لاعب كرة قدم لاوسي في مركز الوسط. شارك مع منتخب لاوس تحت 23 سنة لكرة القدم ومنتخب لاوس لكرة القدم.

## روابط خارجية
- فوتثاساي خوتشاليرن على موقع قاعدة بيانات كرة القدم.إي يو (الإنجليزية)
- فوتثاساي خوتشاليرن على موقع ناشيونال فوتبول تيمز (الإنجليزية)
- فوتثاساي خوتشاليرن على موقع Soccerway.com (الإنجليزية)
- فوتثاساي خوتشاليرن على موقع عالم كرة القدم.نت (الإنجليزية)